# 安蒂·卡斯维奥
安蒂·卡斯维奥（芬蘭語：Antti Kasvio，1973年12月20日—），芬兰男子游泳、水球运动员。他曾代表芬兰参加1992年和1996年夏季奥林匹克运动会游泳比赛，其中1992年奥运会获得一枚铜牌。